# El Pensamiento Galaico
El Pensamiento Galaico fue un periódico español publicado en Santiago de Compostela entre 1888 y 1895.

## Historia y características
Subtitulado Diario católico-tradicionalista, apareció el 3 de abril de 1888 como continuación de El Pensamiento Gallego (sucesor a su vez de El Libredón) consignando en su cabecera Segunda Época y en la numeración, el número 380. Continuó defendiendo la causa carlista, dirigido por Juan Vázquez de Mella y Constantino Moreira Martínez. Desde octubre de 1888, la redacción de El Pensamiento Galaico publicó una revista con el título El Pensamiento Gallego. El 11 de octubre de 1889 cedieron la propiedad y la dirección a Antonio García Mosquera. 
Tras la marcha de Vázquez de Mella, fue director Mariano Jamardo, continuando Antonio García Mosquera como administrador. Entre sus editores estaban Carlos Botana Adrán y Jesús Fernández Suárez. Publicó artículos de derecho penal, historia y religión, así como publicaciones seriadas como las novelas  A tecedeira de Bonaval y O castelo de Pambre de Antonio López Ferreiro. Fue sustituido en noviembre de 1895 por El Pensamiento Gallego. En 1898 apareció El Pensamiento de Galicia como continuación de los dos anteriores.